# Viðarlundin úti í Grið

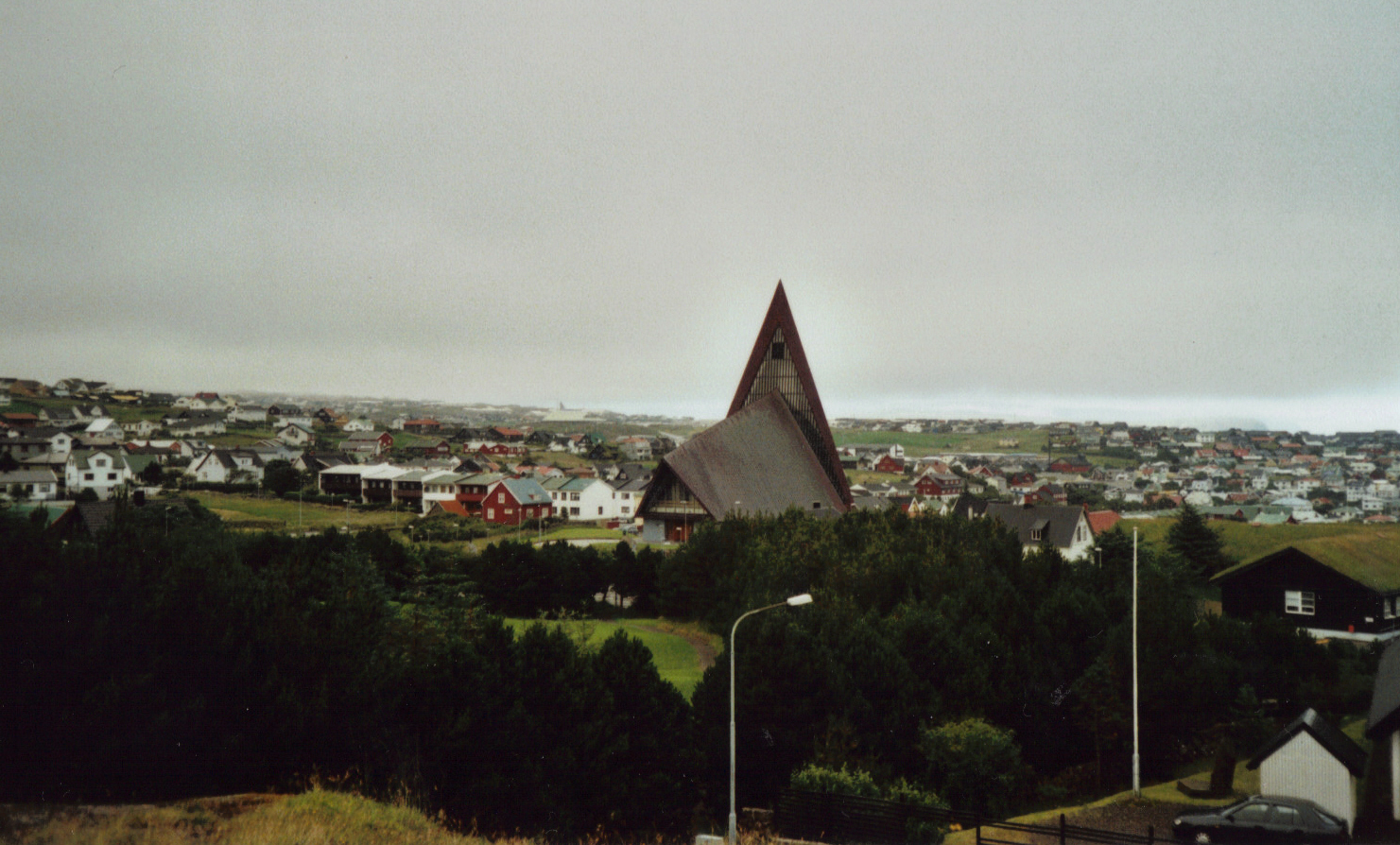
Blick über den Park zur Kirche Vesturkirkjan

Viðarlundin úti í Grið ist ein Park in Tórshavn, der Hauptstadt der Färöer. Häufig wird er auch Prestlág genannt, auf Stadtplänen ist er ausschließlich unter diesem Namen eingetragen. Er besteht hauptsächlich aus Fichten, Kiefern, Ahorn sowie Erlen und befindet sich unweit westlich des Stadtzentrums an der Ausfallstraße Landavegur im Stadtviertel Vesturbýur. Gegenüber von ihm erhebt sich an der Ecke der Straße Á Frælsinum die Kirche Vesturkirkjan. Das färöische Wort viðarlund bedeutet wörtlich „Gehölz“ und bezeichnet eine Parkanlage oder einen Wald auf den Färöern, von deren Fläche nur 0,06 % bewaldet sind.
Als sich die Stadt Tórshavn in den 1960er und 1970er Jahren nach Westen ausdehnte, wurde bald der Wunsch nach einer Grünanlage in den neu geschaffenen Wohngebieten laut. Diesem Wunsch wurde seitens der Forstbehörde (Skógfriðingarnevndin) am 18. März 1974 entsprochen, so dass mit der Bepflanzung auf dem Grundstück Flur 1037a begonnen werden konnte.
Der Park Viðarlundin í Grið ist im Besitz der Stadt Tórshavn und bedeckt insgesamt eine Fläche von 11.400 m².
Der auf ebenem Gelände angelegte und fast quadratische Viðarlundin úti í Grið ist damit eine der kleineren Parkanlagen bzw. Wälder der Stadt Tórshavn. Durch ihn führen befestigte Wege, und in seiner Mitte wurde ein Rasen angelegt. Hauptsächlich kommen im Park, der sich in einer Höhe von etwa 50 m. ü. d. M. befindet, Fichten, Kiefern und Erlen vor.